# The Sweetener Sessions
The Sweetener Sessions (w Stanach Zjednoczonych pod nazwą American Express x Ariana Grande: The Sweetener Sessions i Capital Up Close Presents Ariana Grande w Wielkiej Brytanii) – trasa koncertowa amerykańskiej piosenkarki Ariany Grande w ramach promocji jej czwartego albumu studyjnego, Sweetener (2018). Jej rozpoczęcie miało miejsce 20 sierpnia 2018 r. w Nowym Jorku, natomiast zakończenie 4 września 2018 roku w Londynie.

## Setlisty
| 20 sierpnia 2018 |
| --- |
| 1. "Breathin" 2. "R.E.M" 3. "Better Off" 4. "Sweetener" 5. "Successful" 6. "Pete Davidson" 7. "Borderline" 8. "Everytime" 9. "Goodnight n Go" 10. "God Is a Woman" 11. "Get Well Soon" 12. "No Tears Left to Cry" 13. "Raindrops (An Angel Cried)" |

| 22 sierpnia 2018 |
| --- |
| 1. "Raindrops (An Angel Cried)" 2. "Blazed" 3. "Goodnight n Go" 4. "Honeymoon Avenue" (wer. oryginalna) 5. "Sweetener" 6. "Successful" 7. "Pete Davidson" 8. "Better Off" 9. "Breathin" 10. "God Is a Woman" 11. "R.E.M" 12. "Get Well Soon" 13. "No Tears Left to Cry" 14. "Be Alright" (acapella) 15. "Right There" (acapella) 16. "Tattooed Heart" (acapella) 17. "Be My Baby" (acapella) 18. "Best Mistake" (acapella) 19. "Break Your Heart Right Back" (acapella) 20. "One Last Time" (acapella) |

| 25 sierpnia 2018 |
| --- |
| 1. "Breathin" 2. "Only 1" 3. "Sweetener" 4. "Successful" 5. "Blazed" 6. "Goodnight n Go" 7. "Be My Baby" (acapella) 8. "Everytime" 9. "R.E.M" 10. "Borderline" 11. "Better Off" 12. "Pete Davidson" 13. "God Is a Woman" 14. "Get Well Soon" 15. "No Tears Left to Cry" 16. "Raindrops (An Angel Cried)" |

| 4 września 2018 |
| --- |
| 1. "Raindrops (An Angel Cried)" 2. "Blazed" 3. "R.E.M" 4. "God Is a Woman" 5. "Better Off" 6. "Everytime" 7. "Goodnight n Go" 8. "Sweetener" 9. "Successful" 10. "Pete Davidson" 11. "Honeymoon Avenue" (wer. oryginalna) 12. "You'll Never Know" (acapella) 13. "Borderline" 14. "No Tears Left to Cry" 15. "Tattooed Heart" (acapella) 16. "Get Well Soon" 17. "Breathin" 18. "One Last Time" (acapella) 19. "Best Mistake" (acapella) 20. "Why Try" (acapella) 21. "Right There" (acapella) |

## Lista koncertów
| Data             | Miejscowość      | Państwo           | Obiekt           |
| Ameryka Północna | Ameryka Północna | Ameryka Północna  | Ameryka Północna |
| ---------------- | ---------------- | ----------------- | ---------------- |
| 20 sierpnia 2018 | Nowy Jork        | Stany Zjednoczone | Irving Plaza     |
| 22 sierpnia 2018 | Chicago          | Stany Zjednoczone | The Vic Theatre  |
| 25 sierpnia 2018 | Los Angeles      | Stany Zjednoczone | Ace Theatre      |
| Europa           |                  |                   |                  |
| 4 września 2018  | Londyn           | Anglia            | KOKO             |

## Odbiór krytyczny
Caroline Sulivan z The Guardian oceniła występ w Londynie na cztery z pięciu gwiazdek.